# Hội đồng đại biểu nhân dân Campuchia
Hội đồng đại biểu nhân dân Campuchia Dân chủ (tiếng Khmer:  សភាតំណាងប្រជាជនកម្ពុជា) là cơ quan lập pháp đơn viện của nhà nước Campuchia dưới thời Pol Pot. Tổ chức này thành lập như một cơ quan lập pháp chính thức với gồm 250 đại biểu tham gia sau khi thành lập quốc hội vào ngày 5 tháng 1 năm 1976.
Trong số các đại biểu có 150 ghế, theo hiến pháp thì dành cho các đại diện của các nông dân, 50 ghế dành cho người lao động và những người lao động khác và 50 ghế còn lại thì dành cho Quân đội Cách mạng Campuchia, với cuộc bầu cử đã diễn ra đầu tiên và duy nhất vào ngày 20 tháng 3 năm 1976.
Tổ chức này đã bị bãi bỏ sau khi Quân đội nhân dân Việt Nam giải phóng được Phnom Penh vào ngày 7 tháng 1 năm 1979 và thành lập nhà nước Cộng hòa Nhân dân Campuchia.

## Tóm tắt kết quả bầu cử
| Danh sách | Ghế đại biểu       |
| --- | ------------------ |
| Thành phần đại biểu trong Quốc hội: - Quân đội cách mạng Campuchia - Những người lao động và những người lao động khác - Nông dân | -> 50 -> 50 -> 120 |
| Tổng cộng: | 250 Đại biểu       |